# Misiones (département)
Pour les articles homonymes, voir Misiones.
Le département de Misiones est une des 17 subdivisions du Paraguay. Sa capitale est la ville de San Juan Bautista. 
L'origine du nom vient de l'ancienne Mission jésuite du Paraguay qui s'implanta dans le centre du département. Dans la plupart des villes existent des musées avec d'importantes collections d'art religieux. 
La principale activité économique de la région est l'élevage de bétail, ce qui explique la faible densité de population du département.

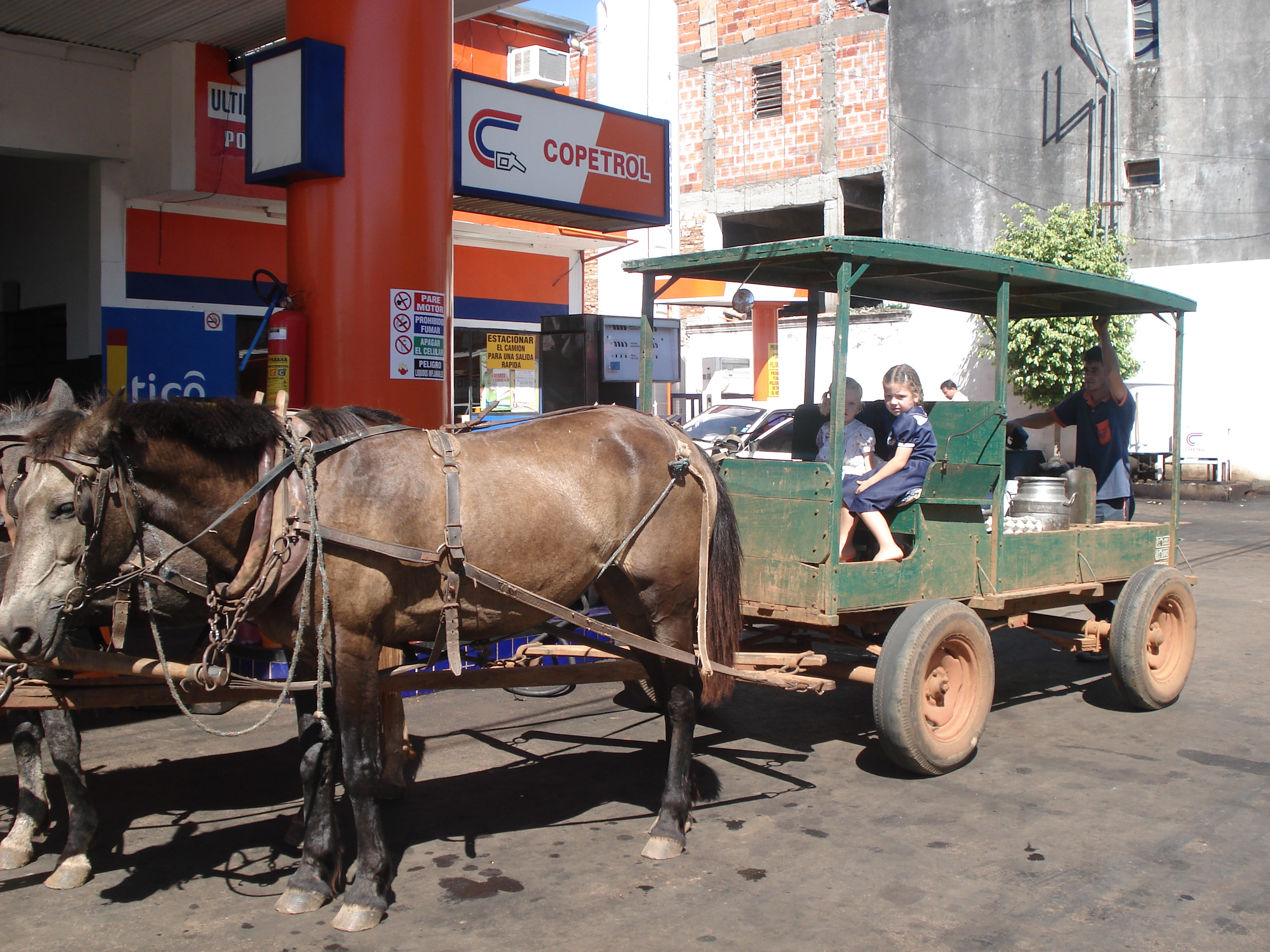
Saint Jean Baptiste

## Division administrative
Le département se divise en 10 districts:
- Ayolas
- San Ignacio
- San Juan Bautista
- San Miguel
- San Patricio
- Santa María
- Santa Rosa
- Santiago
- Villa Florida
- Yabebyry